# Luis Llosa Urquidi
Luis Llosa Urquidi, (Lima, 18 d'abril de 1951) conegut com a Lucho Llosa, és un director i productor de cinema peruà. És cosí de l'escriptor Mario Vargas Llosa i oncle de la directora Claudia Llosa.

## Biografia
Nascut en Lima, el 1951, fill de Luis Llosa Ureta i Olga Urquidi Yáñez, va estudiar en el Col·legi Markham de Lima. Va treballar inicialment com a crític de cinema. És conegut pels seus primers treballs peruans, pel·lícules d'explotació en anglès realitzades pel productor Roger Corman i pel·lícules nord-americanes amb un pressupost més gran. Una d'elles, Anaconda (1997), protagonitzada per Jennifer Lopez, Ice Cube, Jon Voight, i Eric Stoltz, fou nominada a nombrosos premis Razzie, inclòs el de pitjor director, però a recaptar 136 milions $ arreu del món i esdevingué pel·lícula de culte.
Ha produït nombroses pel·lícules i sèries de televisió com el 2004 la telenovel·la Besos robados, i el 2006 va estrenar la La fiesta del chivo, basada en la novel·la homònima escrita i protagonitzada per Isabella Rossellini.
Es caso dues vegades, primer amb Patricia Pinilla Cisneros, amb la qual tub una filla Micaela; i després amb la seva segona i actual parella la recordada cantant Roxana Valdivieso Llosa, amb la qual té dos fills: Sebastián i Mateo

## Filmografia

### Cinema
| Any  | Pel·lícula                            |
| ---- | ------------------------------------- |
| 2010 | El Dorado, el templo del Sol          |
| 2005 | La fiesta del chivo                   |
| 1997 | Anaconda                              |
| 1994 | El especialista                       |
| 1993 | Cronos                                |
| 1993 | Fuego en el Amazonas                  |
| 1993 | Eight Hundred Leagues Down the Amazon |
| 1993 | Sniper                                |
| 1989 | Calles peligrosas                     |
| 1987 | Misión en los Andes                   |

### Televisió
| Any     | Sèrie                          | Observacions        |
| ------- | ------------------------------ | ------------------- |
| 2017-18 | Torbellino, 20 años después    | Productor           |
| 2009    | Condesa por amor               | Productor           |
| 2007    | Trópico                        | Productor           |
| 2005    | Nunca te diré adiós            | Productor           |
| 2004    | Besos robados                  | Productor           |
| 2003    | Todo sobre Camila              | Productor           |
| 2003    | La mujer de Lorenzo            | Productor           |
| 2001    | Latin Lover                    | Productor ejecutivo |
| 2000    | Vidas prestadas                | Productor           |
| 2000    | María Rosa, búscame una esposa | Productor           |
| 2000    | Con los pelos de punta         | Director            |
| 1999    | Girasoles para Lucía           | Productor           |
| 1999    | Sueños                         | Productor           |
| 1998    | Secretos                       | Productor           |
| 1998    | Travesuras del corazón         | Productor           |
| 1998    | Apocalipsis                    | Director            |
| 1998    | Boulevard                      | Productor           |
| 1997    | Torbellino                     | Productor           |
| 1997    | Escándalo                      | Productor           |
| 1996    | La noche                       | Productor           |
| 1996    | Obsesión                       | Productor           |
| 1995    | Malicia                        | Productor           |
| 1994    | El ángel vengador: Calígula    | Director            |
| 1993    | El negociador                  |                     |
| 1991    | Velo negro, velo blanco        |                     |
| 1989    | Crime Zone                     | Director            |
| 1987    | La hora del asesino            | Director            |
| 1984    | Carmín                         | Director            |
| 1983    | Gamboa                         | Director            |